# 현고기
현고기(玄皐記) 또는 현구기(玄駒記)는 조선 후기의 서적으로, 1762년 조선 후기의 문신이자 소론 계열인 박함원(朴涵源)이 지은 사도세자가 뒤주에 갇히게 된 과정의 전말을 기록한 책이다. 박함원과 그의 아들 박종겸은 본관은 반남이며, 그의 일가는 일부는 노론, 일부는 소론이 되었으며 박함원의 아버지 박사순(朴師順)은 소론 일부와 남인 일부가 가담한 이인좌의 난에 연루되어 고초를 겪었다.
1762년 5월을 전후한 시기에 대한 기록이며, 1777년 박함원이 사망하자 그의 아들 박종겸(朴宗謙, 사도세자 사건 당시 19세)는 아버지의 뜻을 이어, 사도세자 사망 사건 관련자와 주변 인물들에게서 진술을 수집, 일부를 채록하여 책을 보완, 편찬하였다. 현(玄)과 구(駒)는 육십갑자의 임(壬)과 오(午)를 은유적으로 나타내는 단어이며 고(皐)는 5월이라는 뜻도 있다.
처음에는 작자 미상으로 알려졌으나 현구기사(玄駒記事)라는 책이 박종겸이 쓴 필사본이 존재하여 박종겸이 최종 정리한 것이 알려지게 되었다.

## 내용 전개
본문은 효장세자의 사망과 사도세자의 출생, 궁궐 내의 각 파벌간 대립과 벽파, 시파간의 대립, 당시의 정국 상황, 사도세자 사망 관련 일과 소문, 사도세자 사후 세손(정조)의 대리청정, 영조 사망 직전의 양위 전위와 전교 명령 등이 나타난다.
내용에 의하면 사도세자의 평안도 행차에 대해 1761년 평안도관찰사 정휘량(鄭翬良)의 간교에 빠져 부하 50∼60명을 거느리고 평양에 다녀왔으며, 누군가 사도세자를 평안도로 유인했다고 한다. 사도세자가 평안도로 간 것을 나중에 누군가를 통해 알게 된 영조가 이를 계기로 세자를 죽이게 되었다 한다. 그리고 1762년 5월 21일에 사도세자가 사망했다며 사망 일자를 밝히고 있다.
현고기에 의하면 세자는 태어난지 1년만에 세자로 책봉된 것, 동궁 시절에 누군가로부터 신임옥사의 사실을 전해 듣고 노론에게 복수하겠다고 공언했다가 이것이 노론에게 알려진 일, 1749년 노론에서 주도하여 세자의 대리청정을 건의하여 노론에 대한 경계심을 낮추려 했으나 세자의 마음이 바뀌지 않고 경계심이 풀리지 않은 점 등을 기록했다.
세자의 노론에 대한 반감이 계속되자 영조의 계비와 후궁 숙의 문씨 등이 세자를 모함하고 공격했으며, 김한구(金漢耉), 홍계희(洪啓禧), 윤급(尹汲) 등이  나경언(羅景彦)을 시켜 세자의 역모 10개조를 고변하게 했다가 나경언이 역으로 처형되었다. 숙의 문씨가 문성국(文聖國) 등 자신의 친지를 불교 승려로 위장하여 궁궐에 몰래 출입시켜서 세자 제거에 참여시킨 점이 수록되어 있다.

## 기타
1789년 6월 13일 수원 현륭원 장지 정비 직전 박종겸은 김상로, 홍계희가 사도세자를 죽게 했다며, 이들은 이미 죽었으니 가족과 처자를 노비로 삼아야 된다고 탄핵했으나 정조는 답변하지 않고 넘어갔다. 박종겸은 1795년까지 계속해서 사도세자 사망 관련 증언, 진술을 수소문해 채록, 수집하여 현고기를 계속 보완하였다.
현고기에 의하면 임오화변 이전에 영조가 갑자기 칼을 들고 사도세자의 처소를 찾아가자, 세자가 놀라서 속옷차림으로 전각 밖으로 뛰어나갔고 그 뒤에도 한동안 멍하니 서 있었다는 기록이 있다.

## 참고 자료
- 김용흠, 원재린 외, 《사도세자의 죽음과 그 후의 기억: 현고기 번역과 주해》 (서울대학교출판문화원, 2015)

## 같이 보기
- 한중록
- 사도세자
- 임오화변
- 조선왕조실록